# Bathilde d’Orléans

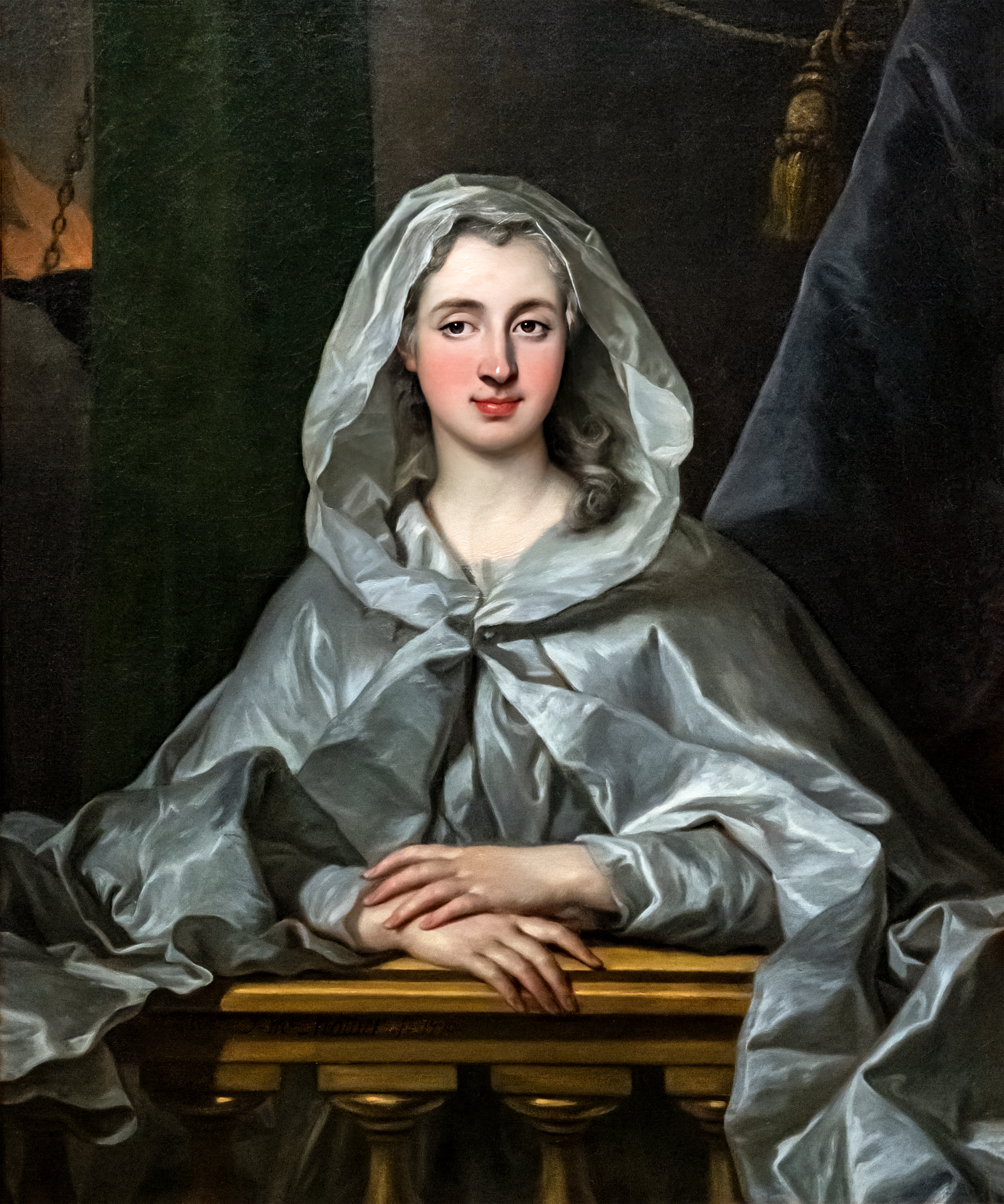
Bathilde d’Orléans – Louis-Michel van Loo

Louise Marie Thérèse Bathilde, d’Orléans (* 9. Juli 1750 in Saint-Cloud; † 10. Januar 1822 in Paris) war ein Mitglied der französischen Königsfamilie aus dem Haus Bourbon-Orléans. Durch ihre Ehe wurde sie Herzogin von Bourbon, Prinzessin von Condé.

## Leben
Bathilde war die Tochter von Herzog Ludwig Philipp I. von Orléans und seiner ersten Frau Prinzessin Louise Henriette de Bourbon. Zusammen mit ihrem einzigen Bruder Louis-Philippe-Joseph, genannt Philippe Égalité, wuchs sie in Saint-Cloud und in Versailles auf. Nach dem Tod ihrer Mutter, wurde Bathilde auf Wunsch der eifersüchtigen Geliebten ihres Vaters, Charlotte-Jeanne Béraud de la Haye de Riou, Marquise de Montesson, in ein Kloster geschickt.

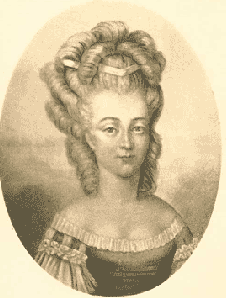
Louise Marie Thérèse Bathilde d’Orléans, duchesse de Bourbon, um 1780

Im Jahr 1770 wurde Prinzessin Bathilde mit ihrem Cousin (zweiten Grades) Louis VI. Henri Joseph de Bourbon, prince de Condé, einziger Sohn von Louis V. Joseph, duc de Bourbon, prince de Condé und dessen erster Frau Prinzessin Charlotte de Rohan, verheiratet. Aus der Ehe ging nur ein Sohn hervor: Louis Antoine Henri de Bourbon, duc d’Enghien (1772–1804).
1778 wurde der Ehebruch ihres Mannes öffentlich gemacht, doch die Konsequenzen musste Prinzessin Bathilde tragen, indem sie nicht mehr am königlichen Hof zu Versailles empfangen wurde. Sie zog sich auf Schloss Chantilly zurück, wo sie sich mit den geheimen Wissenschaften, Astrologie und Traumdeutungen beschäftigte. Aus einer Liaison mit einem Marineoffizier gebar sie eine Tochter, die aber von ihrem Sekretär als sein eigenes Kind aufgezogen wurde.
Während der Revolution begeisterte sich Prinzessin Bathilde, wie ihr Bruder, für die Demokratie. Sie nannte sich Citizeness Vérité (Bathilde Vérité) und gab ihren Besitz ab, bevor er konfisziert werden konnte. Ab Mai 1793 wurden alle Mitglieder des Hauses Bourbon unter Hausarrest gestellt, ihr Bruder starb im November des gleichen Jahres unter der Guillotine. Durch glückliche Umstände wurde sie während der Terrorherrschaft aus der Gefangenschaft befreit und lebte danach im Élysée-Palast in Paris. 1797 wurden alle Bourbonen aus Frankreich verbannt; Bathilde ging mit ihrer unehelichen Tochter nach Spanien. In Barcelona betrieb sie eine Apotheke und ein Lazarett für Arme.
Laut der Augsburgischen Ordinari Postzeitung wurde sie im Pariser Panthéon (laut historischem Bericht noch Kirche der Hl. Genoveva genannt) unmittelbar vor ihrem Tod „von einer plötzlichen Kälte so heftig ergriffen, daß sie sogleich das Bewußtseyn verlor. Man brachte sie nach der Rechtsschule und leistete ihr alle mögliche Hilfe; aber der Anfall war tödtlich. Sie gab gegen 4 Uhr Nachmittags den Geist auf.“

## Entführung und Ermordung ihres Sohnes
Nach einer aufgedeckten Verschwörung im August 1803 um Georges Cadoudal, Jean-Charles Pichegru und Jean-Victor Moreau, die ein Attentat in Malmaison auf Napoleon planten, suchte Bonaparte mit Hilfe seines Polizeiministers Joseph Fouché nach einem Bourbonen, an dem man ein Exempel statuieren konnte. Ihr Sohn bezeichnete sich selbst stolz als Feind Bonapartes und des revolutionären Frankreich, wies aber jede Anschuldigung einer Teilnahme an einer Verschwörung gegen das Leben des Ersten Konsuls zurück und verlangte eine Unterredung mit demselben, die jedoch abgeschlagen wurde, da Napoleon die sofortige Vollstreckung des Todesurteils befohlen und sich überdies von Paris entfernt hatte. Am 21. März 1804 um vier Uhr morgens wurde das Todesurteil gefällt und eine halbe Stunde später im Graben des Schlosses Vincennes durch ein Erschießungskommando ausgeführt.
Als Prinzessin Bathilde 1814 in Paris einzog, wurde sie als Mutter des „Märtyrers von Vincennes“ mit Beifall begrüßt. Der Leichnam ihres Sohnes wurde exhumiert und in der Kirche zu Vincennes beigesetzt.